# 東邦音楽短期大学
東邦音楽短期大学（とうほうおんがくたんきだいがく、英語: Toho Junior College of Music）は、東京都文京区大塚4-46-9に本部を置く日本の私立大学。1938年創立、1951年大学設置。

## 概観

### 大学全体
- 東京都文京区に所在する日本の私立短期大学で、設置主体は学校法人三室戸学園[1]。
- 1951年に開学[注 1]。音楽科のみの単科短大となっている。 入学定員50名[4]。

### 教育および研究
- 東邦音楽短期大学には音楽科が設置されており、ピアノ・声楽・管楽器・弦・打楽器・ソングライティングなどの各専攻からジャンルを選択するシステムとなっている。

### 学風および特色
- 東邦音楽短期大学は音楽大学と類似した学科が設置されている関係上、短大卒業後その大学への編入学者が少なからずいる。
- インターンシップが取り入れられている。

## 沿革
- 1938年
  - 東京高等音楽学院の大塚分教場を東邦音楽学校として開設。
- 1949年
  - 10月 文部省[注釈 1]に短期大学[注 2]の設置認可に関する申請を以下の通り行う[注 3]。なお、学科・専攻は以下の通りとなっている[9]。
    - 音楽学科 
      - 第一部 入学定員35名
      - 第二部 入学定員35名
- 1950年
  - 3月 不認可となり申請を取り下げる。
  - 10月 文部省[注釈 1]に短期大学の設置認可に関する再申請を行う[10]。
- 1951年
  - 2月28日 学校法人三室戸学園の設立が認可される[11]。
  - 3月7日 左記を以て文部省[注 4]より短期大学の設置が認可される[注 5]。
  - 4月1日 東邦音楽短期大学が以下の学科体制にて開学する[14]。
    - 音楽科 入学定員40名
- 1954年
  - 3月20日 専攻科の設置が認可され、以下の専攻課程を置く。
    - 音楽専攻 入学定員6名[15]。

  - 5月1日 学生数[16]/定員
    - 音楽科 88[注 6]/80
- 1958年
  - 4月1日 音楽科に第二部を設置し[注 7]、以下の体制をとる[19]。
    - 音楽科
      - 第一部 入学定員40名
      - 第二部 入学定員40名

  - 5月1日 学生数[20]/定員
    - 音楽科
      - 第一部 119[注 8]/80
      - 第二部 18[注 9]/40
- 1964年
  - 5月1日 学生数[21]/定員
    - 音楽科
      - 第一部 269[注 10]/80
      - 第一部 24[注 11]/80
- 1965年
  - 5月1日 学生数[22]/定員
    - 音楽科
      - 第一部 300[注 12]/80
      - 第二部 6[注釈 2]/80
- 1967年
  - 4月1日 音楽科第一部の 入学定員を40[23]→100[24]に増員[25]。
  - 5月1日 学生数[26]/定員
    - 音楽科
      - 第一部 435[注 13]/140
      - 第二部 -/40
- 1974年
  - 3月31日 音楽科第二部を廃止する[27]。
- 1992年
  - 5月1日 学生数[注 14]/定員
    - 音楽科 283[注 15]
- 1999年
  - 5月1日 学生数[30]/定員
    - 音楽科 217[注 16]/200
- 2000年
  - 4月1日 音楽科の入学定員を100[31]→70に減員[32]。
- 2007年
  - 4月1日 音楽科の入学定員を70[33]→50に減員[34]。
  - 同 アドバンスコースを設置。
- 2009年
  - 4月1日 エクセレントコースを開設。

## 基礎データ

### 所在地
- 東京都文京区大塚4-46-9

### 交通アクセス
- 東京メトロ丸ノ内線新大塚駅下車（徒歩約3分）
- 東京メトロ有楽町線護国寺駅下車（徒歩8分）
- JR大塚駅下車（徒歩10分）または都バス「大塚4丁目」バス停留所下車。

### 象徴
- 東邦音楽短期大学のカレッジマークは竪琴をモチーフとして、その中央に大学名である「東邦」の文字が記されたものとなっている。

## 教育および研究

### 組織

#### 学科
- 音楽科
  - 声楽専攻
  - 器楽専攻
    - ピアノコース
    - ピアノ指導者コース
    - 管弦打楽器コース
    - 電子オルガンコース

  - シンガーソングライター・アーティスト専攻
  - 音楽教養専攻

##### 学科の変遷
- 音楽科
  - 第一部→音楽科
  - 第二部  入学定員40名[35]

#### 専攻科
- 2007年よりアドバンスコースが設けられた。なお、過去には昼間部1年制の音楽専攻が設置されていた。

#### 別科
- なし

##### 取得資格について
- かつて中学校教諭二種免許状（音楽）の教職課程が設けられていた[注 17]。
- 当初は中学校教諭ほか高等学校教諭免許状（音楽）の教職課程を併設[注 18]。

### 研究
- 『研究紀要 = Bulletin of Toho College of Music, Toho Junior College of Music』[43]

## 学生生活

### 学園祭
- 東邦音楽短期大学の学園祭は「東邦祭」と呼ばれ、大学と合同で毎年概ね4月に行われている。

## 大学関係者と組織

### 大学関係者一覧

#### 出身者
- 伊集加代 - 歌手
- 城之内ミサ - 作曲家・指揮者・シンガーソングライター
- 川澄綾子 - 声優
- 松田レレ - スタジオミュージシャン・ボイストレーナー
- 稀代桜子 - 声優
- 大塚洸顧 - 女優

## 施設

### キャンパス
- 短大は文京区の大塚に立地されているが、独自のキャンパスはなく基本的には大学と共同使用となっている。図書館・学生食堂などのほか、1990年に設置された創立50周年記念館がある。

## 対外関係

### 系列校
- 東邦音楽大学

## 社会との関わり
- 音楽を通じての地域社会活動としての近隣の病院や高齢者福祉施設での慰問を兼ねたミニコンサートなどが行われている。

## 卒業後の進路について

### 就職について
- ヤマハ・河合楽器製作所・日本ビクターなど音楽関連業界や音楽教室講師、中学校音楽教員が実績としてあげられる。筑邦銀行・トリンプ・ジェイティービー・三井住友銀行などの一般企業への就職者もみられる。

### 編入学･進学実績
- 系列の東邦音楽大学ほか音楽系の大学への編入学がある。